# Stoczek (gmina)
Pour les articles homonymes, voir Stoczek.
La gmina Stoczek est un district administratif situé en milieu rural, dans la Węgrów en Voïvodie de Mazovie, dans le centre-est de la Pologne.
Son siège administratif (chef-lieu) est le village de Stoczek, qui se situe environ 18 km au nord-ouest de Węgrów (siège de la powiat) et 70 km au nord-est de Varsovie (capitale de la Pologne).
La gmina couvre une superficie de 144,31 km2 pour une population de 5 267 habitants en 2006.

## Géographie
La Gmina de Stoczek comprend les villages de :

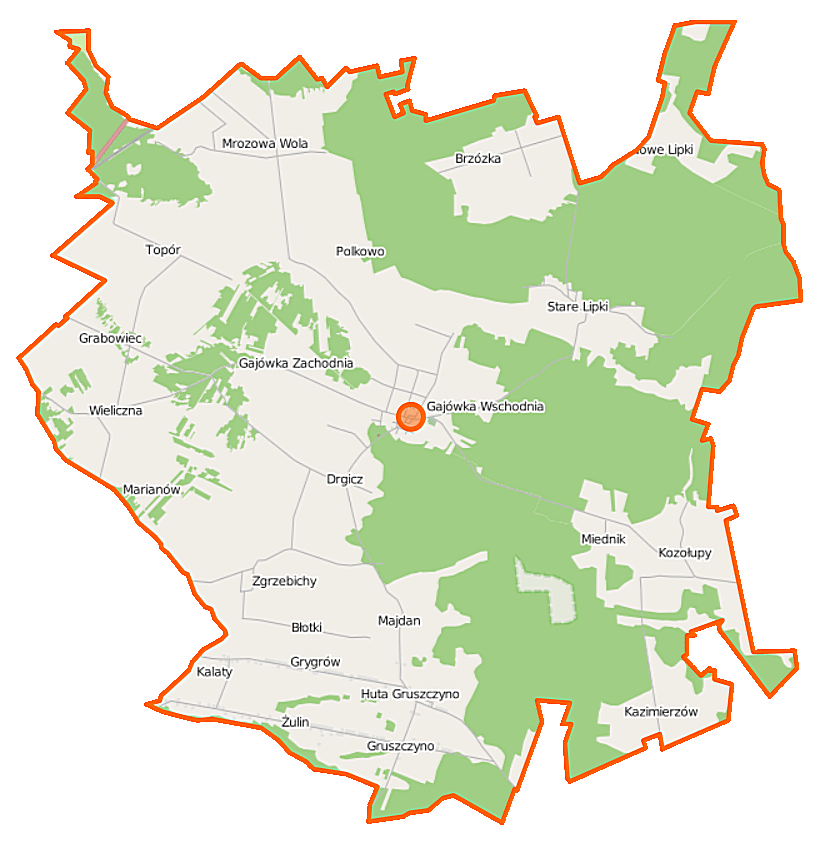
Plan de la gmina

- Błotki
- Brzózka
- Drgicz
- Gajówka Wschodnia
- Gajówka Zachodnia
- Grabowiec
- Gruszczyno
- Grygrów
- Huta Gruszczyno
- Kalaty
- Kałęczyn
- Kazimierzów
- Kozołupy
- Majdan
- Marianów
- Miednik
- Mrozowa Wola
- Nowe Lipki
- Polkowo
- Stare Lipki
- Stoczek
- Topór
- Wieliczna
- Zgrzebichy
- Żulin

### Gminy voisines
La gmina de Stoczek borde les gminy de :
- Korytnica
- Kosów Lacki
- Liw
- Łochów
- Miedzna
- Sadowne

## Structure du terrain
D'après les données de 2002, la superficie de la commune de Szydłowiec est de 144,31 km2, répartis comme telle :
- terres agricoles : 57 %
- forêts : 38 %

La commune représente 11,84 % de la superficie du powiat.

## Démographie
| Nom du village    | Superficie en km² | Nombre d'habitants au 31.12.2008 |
| ----------------- | ----------------- | -------------------------------- |
| Błotki            | 1,5118            | 138                              |
| Brzózka           | 4,79018           | 178                              |
| Drgicz            | 8,5003            | 400                              |
| Gajówka Wschodnia | 1,3579            | 33                               |
| Gajówka Zachodnia | 3,472333          | 71                               |
| Grabowiec         | 3,9755            | 293                              |
| Gruszczyno        | 5,94545           | 111                              |
| Grygrów           | 2,5791            | 208                              |
| Huta Gruszczyno   | 1,0024            | 105                              |
| Kalaty            | 0,6992            | 19                               |
| Kałęczyn          | 2,50852           | 96                               |
| Kazimierzów       | 3,0024            | 13                               |
| Kozołupy          | 3,0951            | 126                              |
| Majdan            | 4,334393          | 237                              |
| Marianów          | 2,1184            | 27                               |
| Miednik           | 21,841971         | 47                               |
| Mrozowa Wola      | 5,704679          | 570                              |
| Nowe Lipki        | 7,14322           | 71                               |
| Polkowo           | 8,084046          | 127                              |
| Stare Lipki       | 17,020889         | 328                              |
| Stoczek           | 8,98931           | 910                              |
| Topór + Księżyzna | 9,759393          | 534 + 31                         |
| Wieliczna         | 6,13253           | 223                              |
| Zgrzebichy        | 6,047686          | 240                              |
| Żulin             | 4,693100          | 254                              |
| Total             | 144,31            | 5390                             |

Données du 30 juin 2004 :
| Description        | Total  | Total | Femmes | Femmes | Hommes | Hommes |
| ------------------ | ------ | ----- | ------ | ------ | ------ | ------ |
| Unité              | Nombre | %     | Nombre | %      | Nombre | %      |
| Population         | 5 362  | 100   | 2 706  | 50,5   | 2 656  | 49,5   |
| Densité (hab./km²) | 37,2   | 37,2  | 18,8   | 18,8   | 18,4   | 18,4   |